# Aemilianus
Marcus Aemilius Aemilianus (207/214 – září 253 u Spoletia) byl římský císař vládnoucí od července do září roku 253, podle jednoho pramene 88 dní.

## Původ a kariéra

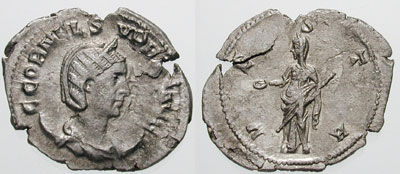
Mince s portrétem Marca Aemilia Aemiliana

Aemilianus pocházel ze severní Afriky, podle některých autorů z Džerby, podle jiných z provincie Mauretánie. Ačkoli byl nízkého původu, dosáhl vlastní zásluhou přijetí do řad senátu, a poté, co absolvoval konzulát, převzal správu Horní Moesie. Za manželku měl blíže neznámou Cornelii Superu, svazek však patrně zůstal bezdětný.

## Proklamace za císaře
Za vlády Treboniana Galla se v dolním Podunají opět obnovily boje s Góty. Aemilianovi se ve funkci moesijského místodržitele podařilo útočníky odrazit a vojáci ho nato asi v červenci 253 provolali za císaře. Aemilianus ihned vytáhl do Itálie, aby si vynutil uznání své vlády, a u Interamny poblíž Říma se postavil armádě Treboniana Galla. Ta brzy přešla na jeho stranu, císaře i s jeho synem Volusianem zavraždila, a když Aemiliana uznal i senát, zdálo se, že jeho moc je zajištěna. Situace se však nečekaně obrátila, když do událostí zasáhly legie v Raetii a Noriku, věrné dosavadnímu císaři. Jejich velitel Valerianus se sám prohlásil imperátorem a podobně jako předtím Aemilianus zamířil do Itálie. Po necelých třech měsících na římském trůně pak Aemiliana v září zabili vlastní vojáci u Spoletia.